# عملیات اپرا
عملیات اُپرا (به عبری: מבצע אופרה) که با نام عملیات بابِل نیز شناخته می‌شود، نام عملیاتی نظامی است که در ۱۷ خرداد ۱۳۶۰ خورشیدی برابر با ۷ ژوئن ۱۹۸۱ میلادی و در جریان جنگ ایران و عراق، توسط نیروی هوایی اسرائیل علیه تأسیسات اتمی عراق به نام اوسیراک صورت گرفت.
عملیات توسط ۸ فروند جنگنده اف-۱۶ و حدود ۹ ماه پس از حمله نیروی هوایی ارتش جمهوری اسلامی ایران به نیروگاه اوسیراک و تعمیر آن توسط کارشناسان فرانسوی در عملیات شمشیر سوزان انجام شد.

## عملیات
در اواخر دههٔ ۱۹۷۰ عراق یک رآکتور هسته‌ای «کلاس ازیریس» را از فرانسه خریداری کرد. اطلاعات نظامی اسرائیل اینگونه تصور نمود که این کار با هدف تولید پلوتونیوم برای پیشبرد برنامهٔ سلاح‌های هسته‌ای عراق بوده است.
همچنین اطلاعات نظامی اسرائیل باور داشت تابستان سال ۱۹۸۱ آخرین فرصت برای نابودی رآکتورها پیش از بارگیری سوخت هسته‌ای است.
طراح حمله هوایی موفقیت‌آمیز اسرائیل که باعث تخریب ۱۰۰ درصدی نیروگاه اتمی‌شد. ژنرال ابیعام صلع نام داشت.

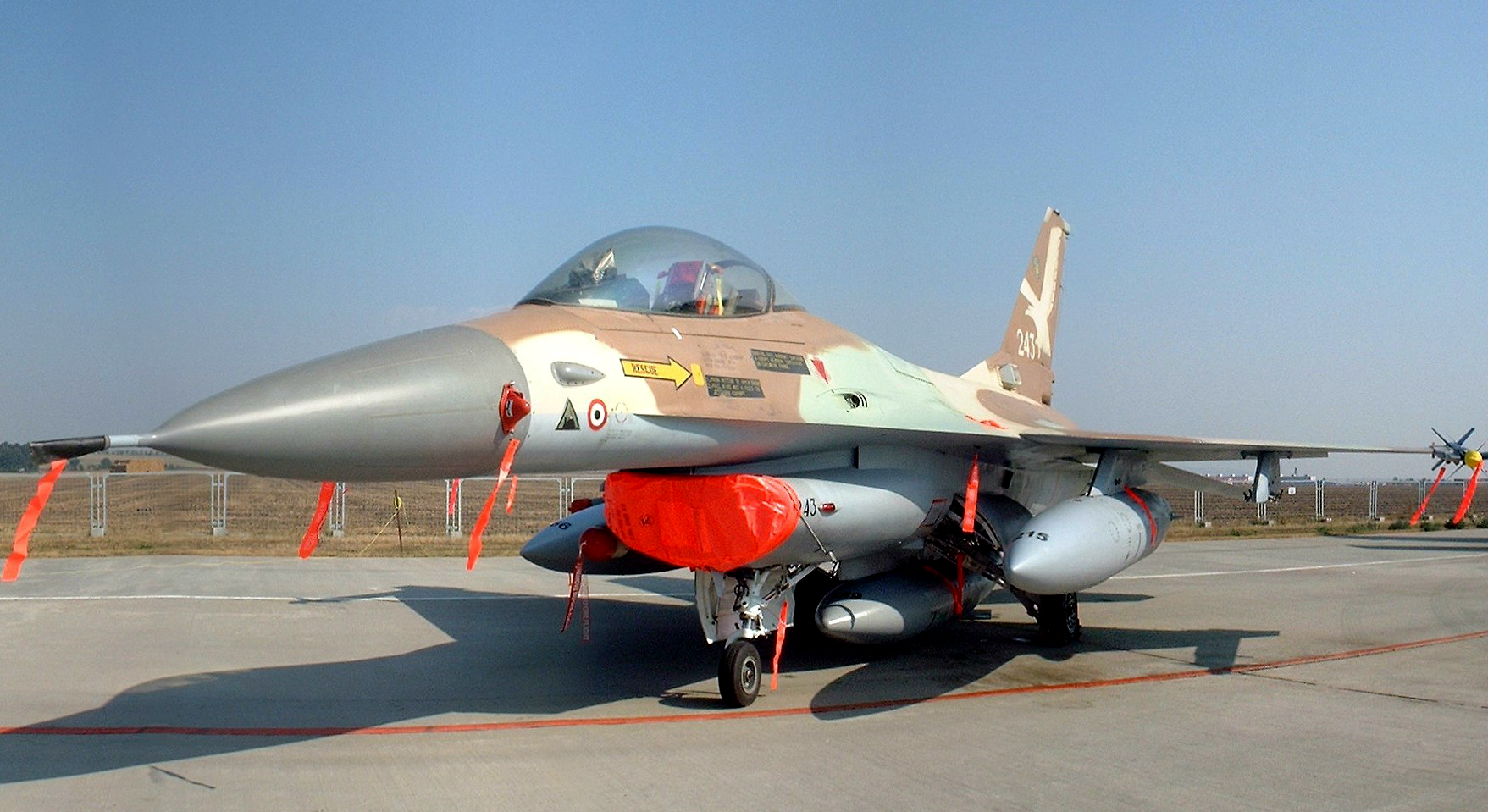
جنگنده اف-۱۶ به‌کارگرفته شده توسط ایلان رامون در عملیات اپرا.

نام بسیاری از خلبانان نیروی هوایی اسرائیل که در عملیات اپرا شرکت داشتند تا سال‌ها منتشر نشد، اما پس از گذشت دو دهه از انجام آن، نام برخی از خلبانان و طراحان آن منتشر شد که از آن‌جمله می‌توان به ژنرال دان حالوتس (خلبان ایرانی الاصل نیروی هوایی اسرائیل) و ایلان رامون نخستین فضانورد اسرائیلی که در حادثه انفجار فضاپیمای کلمبیا کشته شد، اشاره کرد. وی بعدها رئیس ستاد کل نیروهای دفاعی اسرائیل شد.

## ادعای همکاری با ایران
بر طبق برخی اسناد مبهم، اسرائیل در این عملیات از نقشه، عکس‌ها و اطلاعاتی بهره برد که توسط ایران به آنها داده شده بود. همچنین هواپیماهای اسرائیلی می‌توانستند برای حمله از حریم هوایی ایران نیز استفاده کنند. حتی به‌گفتهٔ آری بن مناشه ، مقامات اسرائیلی و فرستاده آیت‌الله خمینی یک ماه قبل از این عملیات در پاریس جهت تبادل نظر و اطلاعات محرمانه با یکدیگر دیدار کردند که در آن حتی موافقت شد که در صورت بروز مشکل فنی در حین اجرای این عملیات، بمب افکن‌های اسرائیلی به‌طور مخفیانه در پایگاهی در تبریز فرود اضطراری کنند.
بنیامین نتانیاهو نخست‌وزیر اسرائیل در سال ۲۰۲۱ گفت حمله به اوسیراک به اندازه‌ای مخفی بوده که اسرائیل متحد اصلی خود آمریکا را نیز در جریان نگذاشت.

## اسامی خلبان‌های این عملیات
افراد شرکت کننده در این عملیات عبارت بودند از:
- زیو راز
- عاموس یادلین
- دابی یافی
- ایلان رامون
- امیر ناحوم
- یفتاح اسپیکور
- هاگایی کاتز
- رلیک شفیر[۷]

## پارلمان عراق
پارلمان عراق در سال ۱۳۹۵ اعلام کرد که قصد شکایت از اسرائیل برای حمله به این مرکز و دریافت غرامت را دارد.